# ボブとはたらくブーブーズ
『ボブとはたらくブーブーズ』（原題：Bob the Builder）は、イギリスの子供向けアニメーションである。

## 概要
擬人化した建設機械（ブーブーズ）と大工のボブ、その他の仲間達の日常を描いたテレビシリーズ。1998年から2008年までストップモーション・アニメーションとして製作され、2010年以降は3DCGで製作されている。2015年以降はキャラクターと設定を改定したリブートシリーズが展開された。
シリーズ考案は『パウ・パトロール』のクリエイターとしても知られるキース・チャップマン。また初期シリーズにおいて監督及び脚本を務めたサラ・ボールは、本作が3DCGに移行する前に製作を離れ、本作同様擬人化した乗り物（鉄道車両）が登場するテレビシリーズ『チャギントン』の製作総指揮、監督を務めた。

## 製作
1997年に、フランスのカンヌで開催された国際テレビ番組見本市MIPCOMに出品するための90秒のパイロット版が制作された。このパイロット版には主人公のボブと、後にシリーズで登場するキャラクター、スクープの原型となるショベルカーのディグが登場する。ディグのプロップは、ウォレスとグルミット等にも携わったジョン・ライトが制作した。
その後テレビシリーズ化され、2008年まで本作の権利会社ヒット・エンターテインメントの子会社であるストップモーション・アニメーション作品制作スタジオ「HOT Animation」にて制作された。2010年にはヒット社の方針により3DCGアニメーションに移行。その後2011年にヒット社が玩具大手のマテルに買収されたことに伴い、2015年よりキャラクターデザインや設定、キャストを刷新した新シリーズが制作、放映されている。
尚、ストップモーション・アニメーション製作のシリーズの撮影で使用された人形やモデルの一部はイギリス、マンチェスターに在るマンチェスター科学産業博物館（Museum of Science and Industry）にて展示されている。

## 日本での展開
日本では2000年4月5日から放送がスタート。テレビ東京系列の『のりものスタジオ（→のりスタ!→のりスタは〜い!→のりスタ1・2・3!→のりスタ100%）』にてコーナードラマとして放送した。2000年9月17日からはキッズステーションで独立番組として再放送されたことがある。放送開始以降、幼児雑誌「めばえ」「ベビーブック」等でも連載が組まれた他、小学館及びポプラ社から絵本やDVDなども発売された。タカラトミーやレゴ、ソニークリエイティブプロダクツを通じて玩具も発売されたが、2010年3月31日の「のりスタ100%」最終回をもって国内放映を終了し、同時に雑誌の掲載、全ての商品の販売を終了した。
日本語吹き替え版のキャスティングは全て81プロデュース所属の声優が起用された。

## 影響
主題歌CD『Can We Fix It?』と『Mambo No.5』は、イギリスのミュージック・ウィークではシングルチャート1位を記録。中でも『Can We Fix It?』はイギリス国内だけで累計110万枚を売り上げたほか、オーストラリアのARIAビデオ・チャートでも1位を獲得。そのほか、長編「クリスマス・トゥ・リメンバー」はBAFTA最優秀アニメーション賞を受賞している。

## シリーズ概要

### オリジナルシリーズ（第1 - 9シリーズ、1998年 - 2003年）
「ボブの工事サービス」という事務所で働くボブとそのパートナーであるウェンディ、ブーブーズ（ショベルカーのスクープ、ダンプカーのマック、セメントミキサーのディジー、ロードローラーのローリー、クレーン車のロフティ）が町での建設や修理、改装などを通じて問題の解決方法や協調を学ぶ。全117話。第4シリーズ第1話「Roley and the Rock Star」（邦題不明）のみ日本国内ではVHS、DVD化されなかった。

### NEWプロジェクトシリーズ（長編「ボブのおおしごと」及び第10 - 16シリーズ、2005年 - 2009年）
ボブとブーブーズが新しいメンバー（オフロードカーのスクランブラー、ミニショベルカーのベニー、フォークリフトのサムジー）らと共に町から離れた「ひまわりの丘」を開発するスピンオフシリーズ。環境保護をテーマとしており、キャラクター達が環境に優しい街を造るために必要な知識や3Rを学ぶといった内容が含まれている。全93話。第14シリーズ第9話以降のエピソードは日本国内ではDVD化されなかった。本シリーズを以てストップモーションアニメーションでの制作は終了した。

### Ready, Steady, Build!（第17、18シリーズ、2010年 - 2012年）
日本未公開シリーズ。初のフル3DCGシリーズであり、製作は米国のCG会社SDエンターテインメントが行った。フィクサムハーバーという街でボブとブーブーズ達が建築や改修を行う。キャラクターデザインや設定は一部を除き過去のシリーズから継承されている。全40話。

### リブートシリーズ（2015年 - 2018年）
日本未公開シリーズ（ただし『きかんしゃトーマス』とのコラボ商品は上陸）。舞台を大都会に移動し、ビルダー見習いのレオやトレーラートラックのツートン、タワークレーンのタイニーなどがレギュラーに加わった。シリーズ原案のキース・チャップマンは本シリーズに携わっておらず、オリジナルシリーズのキャラクターは性格やビジュアルなどの設定が大幅に変更されている。キャストも全て変更され、ボブ役には「ハリーポッター」シリーズ等にも出演したリー・イングルビーが起用された。全130話。

## 登場キャラクター（人物）

### ボブの工事サービス
ボブ（Bob）
（声：鈴木琢磨）
主人公のビルダー。ブーブーズを仲間として深く信頼し、広い心を持つ男性。黄色いヘルメットがトレードマーク。
ウェンディ（Wendy）
（声：熊谷ニーナ）
ボブの仕事のパートナーで明るく溌剌とした女性。青いヘルメットをかぶっている。
ロバート（Robert）
（声：千田光男）
ボブの父親。ひまわりの丘に行っているボブの代わりに、町の事務所で仕事をしている。以前は町外れの古いお城に住んでいた。ボブによると「ぼくたちが住んでいた町の建物は、ほとんど父さんが作った」という。
ドロシー（Dorothy）
（声：前田敏子）
ボブの母親で、ロバートの妻。町でウェンディの代わりをしている。

### ピクルスさんの農場
ピクルス農夫（Farmer Pickles）
（声：平野俊隆）
農夫。ボブたちやブーブースからは「さん」付けでよばれる。
スパッド（Spud）
（声：永野広一→太田哲治）
ピクルスさんと仕事をするワラでできたカカシ。本人に悪気はないが、そそっかしくすぐ調子に乗るところがある。イタズラ好きでたびたびトラブルを起こすこともしばしばだが、しっぺ返しを受けたり自分の間違いを指摘されるときちんと反省して後始末をする。
バズ（Buzz）
ピクルスの従兄弟。ヒツジの毛を刈るのが得意。
アニー・ピクルス（Annie Pickles）
（声：植竹香菜）
ピクルスの従姉妹。ひまわりの丘の近くの海岸で、海草を栽培している。

### ひまわりの丘に住む人々
バーナード・ベントリー（Bernard Bentley）
（声：宇垣秀成）
ひまわりの丘の初代村長。
バーバラ・ベントリー（Barbara Bentley）
（声：菊池いづみ）
ビーズリーさん（Mr. Beasley）
（声：土田大）
サンディ・ビーチ（Sandy Beach）
（声：古屋貴史）
化石の研究家。
ジェイジェイ（JJ）
（声：西本理一)
パイパー・マクドナルド（Piper McDonald）
(声 : 土田大)
バグパイプを吹くのがすきな男性。
メグ・マクドナルド（Meg McDonald）
（声：米澤円）
山の上で牛やヤギを飼っている。
ルパート（Rupert）
ガラス工芸の芸術家。

### マージョリーの家族
マージョリー（Marjorie）
（声：久嶋志帆）
ひまわり工場で働く女性。白いヘルメットをかぶっている。
マックス（Max）
マージョリーの夫。ひまわり工場で妻と共に働く。
サニーとサフラン（Sunny and Safron）
（声：的井香織（サニー）、和久田み晴（サフラン））
マージョリーとマックス夫妻の子供たち。ひまわりの丘の学校に通っている。

### サバティーニ一家
アンジェロ・サバティーニ（Angelo Sabatini）
（声：永野広一→坂口候一）
ソフィア・サバティーニ（Sophia Sabatini）
（声：城雅子）
カルロとカッシア（Calro and Casshia）
（声：永野広一→坂口候一（カルロ）、城雅子（カッシア））
アンジェロとソフィアの子供。サニーやサフランたちともよく遊ぶ。

### その他
エリス（Elis）
（声：永野広一→田中完）
町の美術館の館長。
ディクソンさん（Mr. Dixon）
（声：平野俊隆）
町の配達員。
トム（Tom）
(声 : 土田大)
ボブの双子の兄。北極で観測隊(?)の仕事をしている。
ピルチャード（Pilchard）
ネコ。
バード（Bird）
鳥。
ヘイミッシュ（Hamish）
（声：下山吉光）
オウム。

## 登場キャラクター（作業車）

### ブーブーズ
スクープ（Scoop）
（声：佐藤まさよし）
黄色いホイールローダー付きショベルカー。明るい性格で、ブーブーズのリーダー格。
マック（Muck）
（声：山口隆行）
赤いブルドーザー付きダンプカー。やんちゃな性格で、泥んこ遊びが大好き。暗所恐怖症。
ディジー（Dizzy）
（声：石村知子）
オレンジ色の小型セメントミキサー。マックの親友。サッカーと音楽が好き。
ローリー（Roley）
（声：宇垣秀成）
緑のロードローラー。のんびりした性格で、歌の自作が好き。
ロフティ（Lofty）
（声：平野俊隆）
青いクレーン車。穏やかな性格。大変な怖がりで、特に高所恐怖症。ボブやスクープが「やる気はあるかい？」と声をかけ、ブーブーズが「Yes We can!（もちろんさ！）」と元気に応じるシーンでは、その後「もちろんさ」「ぼ、ぼくもあるよ」などとポツリとロフティが一人つぶやくのが毎回の恒例になっている。
スクランブラー（Scrambler）
（声：青山桐子）
ボブのオフロードカー。
ベニー（Benny）
（声：成田紗矢香）
スクープに憧れるミニショベルカー。
ズーマー（Zoomer）
ボブが使っているスノーモービル。

### ピクルスさんの農場
トラビス（Travis）
（声：宮田幸季）
トラクター。
サムジー（Sumsy）
（声：仲西環）
フォークリフト。
パッカー（Packer）
（声：高橋良吉）
配達用トレーラーヘッド。

### 長編（DVDオリジナルストーリー）
スクート（Scoot）
（声：太田哲治）
トムの使っている、スノーモービル。
ジャッカルー（Jackaroo）
（声：セイン・カミュ）
水色のクレーン車付きピックアップトラック。

### ジェイ・ジェイの材料屋
スキップ（Skip）
（声：筒美奈子）
ライムグリーンのスキップトラック。
トリックス（Trix）
（声：根本圭子）
サムジーと同型のフォークリフト。冗談好き。

### cgシリーズ及リブートシリーズのみに登場するキャラクター
ツートン (Two-town)
藍色のトレーラートラック。
タイニー (tiny)
黄色のタワークレーン。
トレッド (tread)
オレンジ色のピックアップトラック。
ストレッチ (stretch)
青緑のショベルカー。
シフター (sifter)
黄緑のフォークリフト。

## 各話リスト
当項目では日本国内で放映された、或いは放映されたと考えられる第1シリーズから第16シリーズまでのサブタイトルのみ記載する。その他のシリーズは英語版のエピソードリストを参照。

### オリジナルシリーズ

#### 第1シリーズ
| 話数   | サブタイトル                  | 原題                        | 日本放送日    |
| ------ | ----------------------------- | --------------------------- | ------------- |
| 第1話  | スクープだいかつやく          | Scoop Saves the Day         | 2000年4月5日  |
| 第2話  | ハリネズミをすくえ!           | Bob Saves the Hedgehogs     | 2000年4月19日 |
| 第3話  | こまったピルチャード          | Pilchard in a Pickle        | 2000年4月26日 |
| 第4話  | うごけなくなったマック        | Muck Gets Stuck             | 2000年5月3日  |
| 第5話  | ウェンディおおいそがし        | Wendy's Busy Day            | 2000年5月10日 |
| 第6話  | ボブのトランペット            | Bob's Bugle                 | 2000年5月24日 |
| 第7話  | ウェンディ ダンスでおおさわぎ | Buffalo Bob                 | 2000年5月31日 |
| 第8話  | スパッドのいたずら            | Travis Paints The Town      | 2000年4月12日 |
| 第9話  | トラビスとスクープのレース    | Travis and Scoop's Race Day | 2000年6月21日 |
| 第10話 | ボブのたんじょうび            | Bob's Birthday              | 2000年6月28日 |
| 第11話 | いたずらスパッド              | Naughty Spud                | 2000年5月17日 |
| 第12話 | こわいスパッド                | Scary Spud                  | 2000年6月14日 |
| 第13話 | なやのしゅうり                | Bob's Barnraising           | 2000年6月7日  |

#### 第2シリーズ
| 話数   | サブタイトル                         | 原題                  | 日本放送日     |
| ------ | ------------------------------------ | --------------------- | -------------- |
| 第1話  | スパッド そらをとぶ!                 | Spud The Spanner      | 2000年7月19日  |
| 第2話  | ウェンディのペンキぬり               | Wallpaper Wendy       | 2000年8月9日   |
| 第3話  | ねぼけたローリー                     | Runaway Roley         | 2000年7月5日   |
| 第4話  | すてきなプレゼント                   | Bob's Big Surprise    | 2000年7月12日  |
| 第5話  | ディジーのかんちがい                 | Dizzy's Statues       | 2000年8月16日  |
| 第6話  | えらいぞロフティ                     | Lofty to the Rescue   | 2000年7月26日  |
| 第7話  | ボブとウェンディのいそがしいいちにち | Wendy's Big Match     | 2000年8月30日  |
| 第8話  | ティーセットをさがせ                 | Tea Set Travis        | 2000年8月23日  |
| 第9話  | ディジーのみはりばん                 | Dizzy's Birdwatch     | 2000年8月2日   |
| 第10話 | おきざりにされたボブ                 | Clocktower Bob        | 2000年9月6日   |
| 第11話 | いそがしい いちにち                  | Pilchard Goes Fishing | 2000年9月20日  |
| 第12話 | ウェンディのテニスコート             | Wendy's Tennis Court  | 2000年9月13日  |
| 第13話 | ボブのホワイトクリスマス             | Bob's White Christmas | 2000年12月20日 |

#### 第3シリーズ
| 話数   | サブタイトル               | 原題                  | 日本放送日     |
| ------ | -------------------------- | --------------------- | -------------- |
| 第1話  | あたらしい くつ            | Bob's Boots           | 2000年9月27日  |
| 第2話  | どろんこマック             | Mucky Muck            | 2000年10月4日  |
| 第3話  | ボブのおやすみのひ         | Bob's Day Off         | 2000年10月11日 |
| 第4話  | ロフティのじしゃく         | Magnetic Lofty        | 2000年10月18日 |
| 第5話  | りくカメのトミー           | bing chilling         | 2000年10月25日 |
| 第6話  | スパッドのゆうびんはいたつ | Special Delivery Spud | 2000年11月1日  |
| 第7話  | ピルチャードのあさごはん   | Pilchard's Breakfast  | 2000年11月8日  |
| 第8話  | スクープのげんばかんとく   | Scoop's in Charge     | 2000年11月15日 |
| 第9話  | スパッドをこらしめろ       | Scoop Has Some Fun    | 2000年12月13日 |
| 第10話 | ディジーのめいあん         | Dizzy's Crazy Paving  | 2000年12月27日 |
| 第11話 | スパッドとカラス           | Spud and Squawk       | 2000年12月6日  |
| 第12話 | マックのおとまり           | Muck's Sleep-over     | 2000年11月22日 |
| 第13話 | スパッドだいピンチ         | Trailer Travis        | 2000年11月29日 |

#### 第4シリーズ
| 話数   | サブタイトル                             | 原題                    | 日本放送日    |
| ------ | ---------------------------------------- | ----------------------- | ------------- |
| 第1話  | 不明                                     | Roley and the Rock Star |               |
| 第2話  | スクープ ステゴザウルスのほねをはっけん! | Scoop's Stegosaurus     | 2001年1月10日 |
| 第3話  | スクープのかふんしょう                   | Sneezing Scoop          | 2001年1月17日 |
| 第4話  | ローリー ハリネズミをまもる              | Roley's Animal Rescue   | 2001年1月24日 |
| 第5話  | スパッドのペンキぬり                     | Scarecrow Dizzy         | 2001年1月31日 |
| 第6話  | ウェンディのホールインワン               | One Shot Wendy          | 2001年2月14日 |
| 第7話  | スパッドのおせっかい                     | Spud Lends a Hand       | 2001年2月21日 |
| 第8話  | ブーブーズがバンド・デビュー             | Bob and the Bandstand   | 2001年2月7日  |
| 第9話  | スクラフティのこや                       | Farmer Pickles's Pigpen | 2001年2月28日 |
| 第10話 | ボブのぼきんマラソン                     | Bob on the Run          | 2001年3月7日  |
| 第11話 | いじっぱりのボブ                         | Forget-Me-Knot Bob      | 2001年3月21日 |
| 第12話 | たんていスクラフティ!                    | Scruffty the Detective  | 2001年3月28日 |
| 第13話 | ウェンディのスケッチ                     | Watercolour Wendy       | 2001年3月14日 |

#### 第5シリーズ
| 話数   | サブタイトル                       | 原題                     | 日本放送日    |
| ------ | ---------------------------------- | ------------------------ | ------------- |
| 第1話  | スクラフティのおおきなあな         | Scruffty's Big Dig       | 2002年4月3日  |
| 第2話  | スパッドのたてものけんさ           | Inspector Spud           | 2002年4月10日 |
| 第3話  | ひよこだいすき                     | Cock-A-Doodle Spud       | 2002年4月17日 |
| 第4話  | ウェンディのパーティー             | Wendy's Surprise Party   | 2002年5月1日  |
| 第5話  | スパッドはてんさいスケートボーダー | Skateboard Spud          | 2002年4月24日 |
| 第6話  | げすいどうのモンスター             | Muck's Monster           | 2002年5月15日 |
| 第7話  | スパッド・ザ・ドラゴン             | Spud the Dragon          | 2002年5月8日  |
| 第8話  | ピルチャードのドッグ・ショー       | Pilchard Steals the Show | 2002年6月26日 |
| 第9話  | もりのかくれが                     | Bob's Hide               | 2002年5月22日 |
| 第10話 | おばさんがくる                     | Bob's Auntie             | 2002年5月29日 |
| 第11話 | おおゆきがふったひ                 | Bob and the Big Freeze   | 2002年6月5日  |
| 第12話 | ローリーはおっちょこちょい         | Clumsy Roley             | 2002年6月12日 |
| 第13話 | スキーにちょうせん                 | Eskimo Bob               | 2002年6月19日 |

#### 第6シリーズ
| 話数   | サブタイトル                         | 原題                        | 日本放送日    |
| ------ | ------------------------------------ | --------------------------- | ------------- |
| 第1話  | ボブはピザやさん                     | Bob's Pizza                 | 2002年7月10日 |
| 第2話  | ボブのたからさがし                   | Bob's Metal Detector        | 2002年7月3日  |
| 第3話  | ビーズリーさんのにちようだいく       | Mr. Beasley's DIY Diaster   | 2002年7月24日 |
| 第4話  | ひっこしをしよう                     | Wendy's Removal Service     | 2002年7月17日 |
| 第5話  | ウサギがいっぱい                     | Lofty and the Rabbits       | 2002年7月31日 |
| 第6話  | ウサちゃんをさがせ                   | Lofty and the Giant Carrot  | 2002年8月7日  |
| 第7話  | スプーンきょうそう                   | Bob's Egg and Spoon Race    | 2002年8月14日 |
| 第8話  | トリックスのとどけもの               | Trix's Tiles                | 2002年8月21日 |
| 第9話  | サバティーニさんのたいへんないちにち | Mr. Sabatini's Smashing Day | 2002年8月28日 |
| 第10話 | まいごのことり                       | Roley to the Rescue         | 2002年9月4日  |
| 第11話 | おおきなみずしぶき                   | Spud's Big Splash           | 2002年9月11日 |
| 第12話 | ゆうしゃスパッド                     | Spud the Musketeer          | 2002年9月18日 |
| 第13話 | ウェンディのすてきなたんじょうび     | Wendy's Magic Birthday      | 2002年9月25日 |

#### 第7シリーズ
| 話数   | サブタイトル                       | 原題                      | 日本放送日     |
| ------ | ---------------------------------- | ------------------------- | -------------- |
| 第1話  | ビーズリーさんのあたらしいともだち | Mr. Beasley's New Friends | 2002年10月2日  |
| 第2話  | スパッドはパイロット               | Spud the Pilot            | 2002年10月9日  |
| 第3話  | トリックスとカワウソ               | Trix and the Otters       | 2002年10月16日 |
| 第4話  | とりかえっこでおおさわぎ           | Speedy Skip               | 2002年10月23日 |
| 第5話  | エリスさんのてんらんかい           | Mr. Ellis' Art Exhibition | 2002年10月30日 |
| 第6話  | レタスばたけのアナグマ             | Bob and the Badgers       | 2002年11月6日  |
| 第7話  | ゴールキーパーがやってくる！       | Bob and the Goalie        | 2002年11月13日 |
| 第8話  | ディジー、キャンプにいく           | Dizzy Goes Camping        | 2002年11月20日 |
| 第9話  | ピルチャードとチンチラ             | Pilchard's Pets           | 2002年11月27日 |
| 第10話 | スクープのゆきだるま               | Snowman Scoop             | 2002年12月4日  |
| 第11話 | ボブのダイエット                   | Lofty's Long Load         | 2002年12月11日 |
| 第12話 | ヘイミッシュのあたらしいいえ       | Hamish's New Home         | 2002年12月18日 |
| 第13話 | ディジーのたいせつなしごと         | Dizzy the Sheepdog        | 2002年12月25日 |

#### 第8シリーズ
| 話数   | サブタイトル               | 原題                      | 日本放送日    |
| ------ | -------------------------- | ------------------------- | ------------- |
| 第1話  | ボブのしゃしんコンテスト   | Bob the Photographer      | 2003年6月18日 |
| 第2話  | ベントリーさんのきかんしゃ | Mr. Bentley's Trains      | 2003年5月7日  |
| 第3話  | ウェンディのすてきなよる   | Wendy's Big Night Out     | 2003年5月14日 |
| 第4話  | マックのだいはっけん       | Racing Muck               | 2003年4月9日  |
| 第5話  | ビーズリーさんちのおばけ   | Mr. Beasley's Noisy Pipes | 2003年4月16日 |
| 第6話  | ぞうがあらわれた？！       | Lofty's Jungle Fun        | 2003年6月25日 |
| 第7話  | ボブのダンスパーティー     | Ballroom Bob              | 2003年6月11日 |
| 第8話  | モリーのファッションショー | Molly's Fashion Show      | 2003年5月21日 |
| 第9話  | ハトのともだちスパッド     | Spud and the Doves        | 2003年4月30日 |
| 第10話 | モリーのおうきゅうてあて   | First Aid Molly           | 2003年6月4日  |
| 第11話 | ベントリーさんだいパニック | Mr. Bentley: Dog Sitter   | 2003年4月23日 |
| 第12話 | トラビスのおまもり         | Travis Gets Lucky         | 2003年4月2日  |
| 第13話 | めいけんスクラフティ       | Scruffty on Guard         | 2003年5月28日 |

#### 第9シリーズ
| 話数   | サブタイトル               | 原題                        | 日本放送日    |
| ------ | -------------------------- | --------------------------- | ------------- |
| 第1話  | のうじょうのしごと         | Bob the Farmer              | 2004年1月14日 |
| 第2話  | ベントリーさんのおまつり   | Mr. Bentley's Winter Fair   | 2004年1月28日 |
| 第3話  | げいじゅつかロフティ       | Lofty the Artist            | 2004年2月4日  |
| 第4話  | スパッド、うまをつくる     | Spud's Statue               | 2004年2月11日 |
| 第5話  | ピルチャードとネズミたち   | Pilchard and the Field Mice | 2004年2月25日 |
| 第6話  | トリックスのカボチャパイ   | Trix's Pumpkin Pie          | 2004年2月18日 |
| 第7話  | マックとアヒル             | Where's Muck?               |               |
| 第8話  | トラビスはおおいそがし     | Travis's Busy Day           |               |
| 第9話  | ないしょのプレゼント       | Muck's Surprise             |               |
| 第10話 | スキップのアイデア         | Skip's Big Idea             |               |
| 第11話 | ローリーのたいせつなしごと | Roley's Important Job       |               |
| 第12話 | トリックスとおおきなむし   | Trix and the Bug            |               |
| 第13話 | スクープはディスコダンサー | Scoop the Disco Digger      | 2004年1月21日 |

### NEWプロジェクトシリーズ

#### 第10シリーズ
| 話数   | サブタイトル                     | 原題                        | 日本放送日    |
| ------ | -------------------------------- | --------------------------- | ------------- |
| 第1話  | あたらしいしごと                 | Bob's Fresh Start           | 2005年10月5日 |
| 第2話  | ロフティのしゃこ                 | Lofty's Shelter             |               |
| 第3話  | ディジーとトランシーバー         | Dizzy and the Talkie Talkie |               |
| 第4話  | ボブのおとうさんがやってきた！？ | Scoop's Recruit             |               |
| 第5話  | おとうさんはどこ？               | Where's Robert?             |               |
| 第6話  | ようこそウェンディ！             | Wendy's Welcome             |               |
| 第7話  | ローリーのともだち               | Roley's New Friend          |               |
| 第8話  | スクープはおおいそがし           | Two Scoops                  |               |
| 第9話  | ベニーがやってきた！             | Benny's Back!               |               |
| 第10話 | スパッドびっくり！               | Spud's Straw Surprise       |               |
| 第11話 | スクランブラーのおてつだい       | Off-Road Scrambler          |               |
| 第12話 | マージョリーのじてんしゃ         | Meet Marjorie               |               |
| 第13話 | どろんこマックのどろのいえ       | Muck's Mud Hut              |               |
| 第14話 | ウェンディのすてきなパーティー   | Wendy's Party Plan          | 2006年1月11日 |

#### 第11シリーズ
| 話数   | サブタイトル             | 原題                               | 日本放送日    |
| ------ | ------------------------ | ---------------------------------- | ------------- |
| 第1話  | スクランブラーのいぬごや | Scrambler in the Doghouse          |               |
| 第2話  | ベニーのたいせつなしごと | Benny's Important Job              | 2006年1月18日 |
| 第3話  | こうじやさんスパッド     | Put-It-Together Spud               | 2006年1月25日 |
| 第4話  | どうぶつがいっぱい       | Roley's Round-Up                   |               |
| 第5話  | めいたんていディジー     | Dizzy the Detective                |               |
| 第6話  | いそがしいトラビス       | Two Jobs Travis                    |               |
| 第7話  | どうくつのすてきなえ     | Scrambler and the Colorful Cave    |               |
| 第8話  | ひまわりをまもれ         | Spud's Bumper Harvest              |               |
| 第9話  | マックはリーダー         | Muck's Convoy                      |               |
| 第10話 | たのしいあそびば         | While Bob's Away, Robert Will Play |               |
| 第11話 | ボブのかんたんなしごと   | Bob's Three Jobs                   |               |
| 第12話 | おしゃべりスクープ       | Scoop Knows It All                 |               |

#### 第12シリーズ
| 話数   | サブタイトル                     | 原題                          |
| ------ | -------------------------------- | ----------------------------- |
| 第1話  | ディジーのおとまり               | Dizzy's Sleepover             |
| 第2話  | ロフティはスター                 | Lofty the Star                |
| 第3話  | やなぎのきをリサイクル           | Sumsy's Willow Tree           |
| 第4話  | おちついて！スクランブラー       | Slow Down Scrambler!          |
| 第5話  | トラビスとパイナップル           | Travis and the Tropical Fruit |
| 第6話  | スクープはせんせい               | Scoop the Teacher             |
| 第7話  | マックはきし！？                 | Sir Muck                      |
| 第8話  | かせきさがしのめいじん ベニー    | Bashing Crashing Benny        |
| 第9話  | スパッドとコルクのき             | Spud's Cork Tree              |
| 第10話 | ボブじまんのなかま               | Bob's Top Team                |
| 第11話 | サムジーとやじゅう               | Sumsy and the Beast           |
| 第12話 | おっちょこちょいのスクランブラー | Listen with Scrambler         |
| 第13話 | ローリーとそらのけしき           | Roley's Bird's Eye View       |
| 第14話 | ウェンディのひっこし             | Wendy's Houseboat             |
| 第15話 | ベントリーさんのおてつだい       | Mr. Bentley's Assistant       |
| 第16話 | ローリーともぐら                 | Roley's Moleys                |

#### 第13シリーズ
| 話数   | サブタイトル                     | 原題                         | 日本放送日    |
| ------ | -------------------------------- | ---------------------------- | ------------- |
| 第1話  | スパッド！あせっちゃだめ         | Spud Rushes It               |               |
| 第2話  | スクランブラーとかいそう         | Scrambler's Seaweed Delivery | 2007年2月7日  |
| 第3話  | マックはあなほりのめいじん       | Massive Muck                 | 2007年2月14日 |
| 第4話  | ローリーとリンゴしぼり           | Roley's Apple Press          | 2007年2月21日 |
| 第5話  | トラビスはおおいそがし           | Travis's Giddy Day           | 2007年2月28日 |
| 第6話  | マックとかんそうき               | Bob's Drying Tunnel          |               |
| 第7話  | ベニーのジャングルたんけん       | Benny's Jungle Trouble       |               |
| 第8話  | みんなのみちあんないやくディジー | Dizzy the Walking Bus        |               |
| 第9話  | はじめまして、パッカー           | Packer's First Day           |               |
| 第10話 | ボブハウスをつくろう             | The Bob House                |               |

#### 第14シリーズ
| 話数   | サブタイトル                 | 原題                      | 日本放送日    |
| ------ | ---------------------------- | ------------------------- | ------------- |
| 第1話  | ベントリーさんのパレード     | Mr. Bentley's Big Parade  |               |
| 第2話  | スクランブラーはヤギのガイド | Scrambler the Goat Herder |               |
| 第3話  | ひまわりのおかのざっかやさん | Packer's Big Delivery     |               |
| 第4話  | きこりのスパッド             | Spud the Woodsman         |               |
| 第5話  | マックとうしたち             | Muck's Mootastic Dairy    | 2007年5月2日  |
| 第6話  | ネコとあそびたいローリー     | Roley the Green Cat       | 2007年5月9日  |
| 第7話  | ちからをあわせよう           | Put-It-Together Bob       | 2007年5月16日 |
| 第8話  | ようこそ、ドジャー           | Dodger the Milk Truck     | 2007年5月23日 |
| 第9話  | ひとりはみんなのために       | The Three Musketrucks     | 2007年5月30日 |
| 第10話 | スクープとえんでんづくり     | Scoop Slips Up            | 2007年6月6日  |
| 第11話 | ドジャーはみんなのにんきもの | Dodger's Dairy Disaster   | 2007年6月13日 |
| 第12話 | うみべのべっそう             | Bob's Beach Hut           | 2007年6月20日 |

#### 第15シリーズ
| 話数   | サブタイトル                   | 原題                        | 日本放送日    |
| ------ | ------------------------------ | --------------------------- | ------------- |
| 第1話  | 不明                           | The House That Lofty Built  |               |
| 第2話  | ボブのアイデア                 | Bob's Big Idea              |               |
| 第3話  | ローリーのつくったいえ         | Roley Brings the House Down | 2007年6月27日 |
| 第4話  | マックをあらおう               | Muck's Machine Wash         |               |
| 第5話  | ロフティのすいせい             | Lofty's Comet               |               |
| 第6話  | ロフティはスターきゅうじょいん | Lofty the Lifeguard         |               |
| 第7話  | 不明                           | Go, Mr. Bentley, Go!        |               |
| 第8話  | スパッドはえいがファン         | Star Struck Spud            |               |
| 第9話  | はじめまして、タンブラー       | Tumbler and the Skate Park  |               |
| 第10話 | ようこそ、フレックス           | Fantastic Flex              |               |
| 第11話 | アイスクリーム・パーラー       | Packer's Trailer Trouble    |               |
| 第12話 | 2つのチーム                    | Scoop's Best Team Ever      |               |
| 第13話 | タンブラーとゆうほどう         | Tumbler's Perfect Promenade |               |
| 第14話 | スパッドはホテルのしはいにん   | Spud and the Hotel          |               |
| 第15話 | きれいずきのブリッスル         | Clean as a Whistle Bristle  |               |
| 第16話 | ズーマーとゆきみち             | Zoomer's Snowy Adventure    |               |

#### 第16シリーズ
| 話数   | サブタイトル                     | 原題                     |
| ------ | -------------------------------- | ------------------------ |
| 第1話  | ヒマワリのおかにラジオきょく     | Radio Bob                |
| 第2話  | タンブラーとスケートリンク       | Tumbler and the Ice Rink |
| 第3話  | スパッドはDJ                     | Spud the DJ              |
| 第4話  | しずかにほろう                   | Silent Scoop             |
| 第5話  | じゅんびはできた?スクランブラー! | Scrambler Gets Prepared  |
| 第6話  | サムジーとそんちょうのじむしょ   | Sumsy's Special Building |
| 第7話  | 不明                             | Lofty's Banana Tree      |
| 第8話  | しょくぶつえんをつくろう         | Roley's Flat Garden      |
| 第9話  | おたすけスプラッシャー           | Super Splasher           |
| 第10話 | ブリッスルのおてつだい           | Breezy Bristle           |
| 第11話 | スプラッシャーのていりゅうじょ   | Splasher's Two Stops     |
| 第12話 | たてものとみんなのおもいで       | An Inspector Calls       |

### 長編（DVDオリジナルストーリー）
| サブタイトル                 | 原題                                        | 本国公開年 | 補足                                                   |
| ---------------------------- | ------------------------------------------- | ---------- | ------------------------------------------------------ |
| クリスマス・トゥ・リメンバー | A Christmas to Remember                     | 2001年     | ゲストとして歌手エルトン・ジョンが本人役で出演している |
|                              | The Knights of Can-A-Lot                    | 2003年     | 日本未公開                                             |
| ウィンターゲーム             | Snowed Under (The Bobblesberg Winter Games) | 2004年     |                                                        |
| ボブのおおしごと             | Bob's Big Plan                              | 2005年     |                                                        |
| ブーブーズがなかまになったひ | When Bob Became A Builder                   | 2005年     |                                                        |
| ウエスタン アドベンチャー    | Built To Be Wild                            | 2006年     |                                                        |
| おたすけスクランブラー       | Scrambler to the Rescue                     | 2007年     | テレビ放送のみ、DVD未発売。                            |
|                              | Race to the Finish                          | 2008年     | 日本未公開                                             |

## 日本語吹替え版スタッフ
プロデューサー：関田有應、森村祥子
演出：西名武
翻訳：中村久世
音響プロデューサー：南沢道義
録音スタジオ：HALF H・P STUDIO